# Tomasz Adam Nowak
Tomasz Adam Nowak  (* 1962 in Warschau) ist ein Organist und Hochschullehrer.

## Leben

### Ausbildung
Nowak studierte an der Frédéric-Chopin-Hochschule in Warschau. Er schloss seine Studien 1987 mit Auszeichnung in den Fächern Orgel und Orgelimprovisation ab. Er ergänzte seine Ausbildung bei Franz Lehrndorfer in München, bei Marie-Claire Alain in Paris und bei Ewald Kooiman in Amsterdam. Außerdem studierte er Kirchenmusik an der Folkwang-Hochschule in Essen.

### Wettbewerbe
Nowak ist Preisträger zahlreicher internationaler Orgelwettbewerbe, u. a. Liszt-Wettbewerb Budapest, Böhm-Wettbewerb Lüneburg, Karl-Richter-Wettbewerb Berlin, Bach-Wettbewerb Wiesbaden und Gewinner des Internationalen Improvisationswettbewerbes in Haarlem im Jahre 1994.

### Berufstätigkeit
Von 1995 bis 2001 unterrichtete Nowak an der Hochschule für Musik und Darstellende Kunst Frankfurt am Main und an der Johannes Gutenberg-Universität Mainz. Seit 2001 ist er Professor für Orgel und Improvisation an der Hochschule für Musik Detmold.*  Er ist als Hauptorganist an der Stadt- und Marktkirche St. Lamberti in Münster tätig.

## Tondokumente
- Orgelmusik der Romantik. Musicom 2004.
- Orgelimprovisationen über Advents und Weihnachtslieder.  Motette Ursina.
- Johann Sebastian Bach: Das Orgelwerk. 12 CDs, Musicom.
- In Münster läuten die Glocken. Musicom.
- Polnische Orgelmusik aus fünf Jahrhunderten. Musicom.